# Actocetor indicus
Actocetor indicus ist eine Fliege aus der Familie der Salzfliegen (Ephydridae).

## Merkmale
Die Fliegen dieser Art erreichen eine Körperlänge von 2,2 bis 3,8 Millimetern und gehört somit zu den kleineren bis mittelgroßen Arten der Salzfliegen. Die Fühlerborste trägt 9 bis 12 dorsal angeordnete Borsten. Das Mesonotum ist dicht bestäubt und von metall- bis weißgrauer Farbe, die Pleuren sind hingegen weiß- bis silbergrau. Bei manchen Individuen können zwei dunkelbraune, kurze Streifen im vorderen Rückenbereich ausgebildet werden. Das Scutellum ist rückwärtig zu etwa einem Viertel dunkelbraun gefärbt, der Rest von gleicher Farbe wie das Scutum. Die Flügel zeigen ein artspezifisches Muster von weißlichen Flecken auf dunklem Grund, die Farbe der Halteren ist hellgelb, der Stiel jedoch gelb. Bei den Beinen überwiegt ein hellgelb bis gelber Farbton. Das metallisch glänzende Abdomen ist von dunkelblauer bis schwarzer Grundfarbe, oft mit gelb bis gelblich-roten Rändern oder manchmal auch gänzlich gelblich-rot gefärbten Tergiten.

## Verbreitung
Actocetor indicus besiedelt große Teile des afrikanischen Kontinents, den Nahen Osten, Südindien, Malaysia und die Seychellen. In Europa sind Funde von den Kanarischen Inseln, sowie vom spanischen Festland, aus Portugal und aus Italien (Sizilien) bekannt. In Teilen des heutigen Verbreitungsgebiets, etwa auf den Seychellen, dem Indischen Subkontinent und Malaysia, scheint die Art durch Menschen eingeschleppt worden zu sein.

## Lebensweise
Actocetor indicus besiedelt sandige, nur spärlich bewachsene Gebiete oder auch gänzlich vegetationslose Sandflächen, meist jedoch in der Nähe zu Standorten mit Graswuchs. An sandigen Meeresstränden werden größere Ansammlungen von organischem Substrat an der Hochwassermarke als Lebensraum bevorzugt.
Die Larven dieser Art leben wahrscheinlich saprophag in verschiedenen, sich zersetzenden organischen Materialien; so konnten Fliegen erfolgreich auf Kot von Hauskatzen gezüchtet werden, ebenso ist der Schlupf aus beschädigten Gelegen von Wüstenheuschrecken belegt.
Adulte Fliegen bewegen sich oft laufend in ihrem Lebensraum, wobei gerne schattige Bereiche genutzt werden. Dabei bilden die Flügel einen Winkel von ca. 80°, gelegentlich werden sie aber auch in schnellen Scherenbewegungen geschwenkt. Bemerkt ein Männchen ein Weibchen, verfolgt es dieses und versucht unmittelbar ein Aufsitzen zur Paarung. Die Kopula dauert meist weniger als 5 Sekunden; danach sitzt das Männchen ab, die Partner stellen sich einander zugewandt gegenüber auf und berühren sich wiederholt mit den ausgestreckten Saugrüsseln. Einer der Partner übernimmt dabei eine aktivere Rolle, zittert mit den Flügeln und berührt mit den Vorderbeinen während des "Kusses" die Augen des anderen Tieres; dieses verharrt mit weit geöffneten Flügeln weitgehend unbeweglich und passiv an seinem Platz.